# 池田善治
池田 善治（いけだ ぜんじ、1922年2月9日 - 2019年12月24日）は、日本の政治家。
福島県議会議長を2期務めた後、福島県伊達郡梁川町（現・伊達市）の町長を7期務めた。
叙勲は旭日中綬章。没後、正五位を授かる。

## 人物
- 生年月日 1922年2月9日
- 戒名 大導院善嶽顕徳清居士
- 出生地 福島県伊達郡梁川町（現・伊達市）
- 出身校 無線電信講習所（現・電気通信大学）
- 配偶者 池田テル子（1925年1月2日 - 2012年12月16日）
- 子
  - 池田敏博（1948年5月10日 - )（一般財団法人池田福祉財団理事長）
  - 池田順子（1951年3月20日 - )（福島県伊達市市議会議員）
- 孫
  - 池田秀幸（1975年8月5日 - )  （医療法人秀浩会理事長）
  - 池田浩之（1980年4月16日 - )（医療法人秀浩会理事）

## 経歴
- 福島県伊達郡梁川町議会議員（1951年～1956年在位）

- 福島県伊達郡梁川町教育長（1957年～1959年在位）

- 自民党福島県連政調会長（1969年～1973年在位）

- 自民党福島県連幹事長（1973年～1975年在位）

- 福島県議会議長 第51代・52代（1975年〜1979年在位）[1]

- 全国都道府県議会議長会副会長（1978年～1979年在位）

- 福島県国民年金委員会連合会会長（1970年～2002年在位）

- 社団法人 福島県林業協会会長（1979年〜2005年在位）

- 社団法人 福島県緑化推進委員会理事長（1985年〜2005年在位）

- 社団法人 日本治山治水協会理事（1980年～2005年在位）

- 福島県伊達郡梁川町町長（1980年～2005年在位・7期）

- 公有林野全国協議会会長（2003年～2005年在位）

- 一般財団法人池田福祉財団初代理事長（2015年～2019年在位）[2]

## 授章

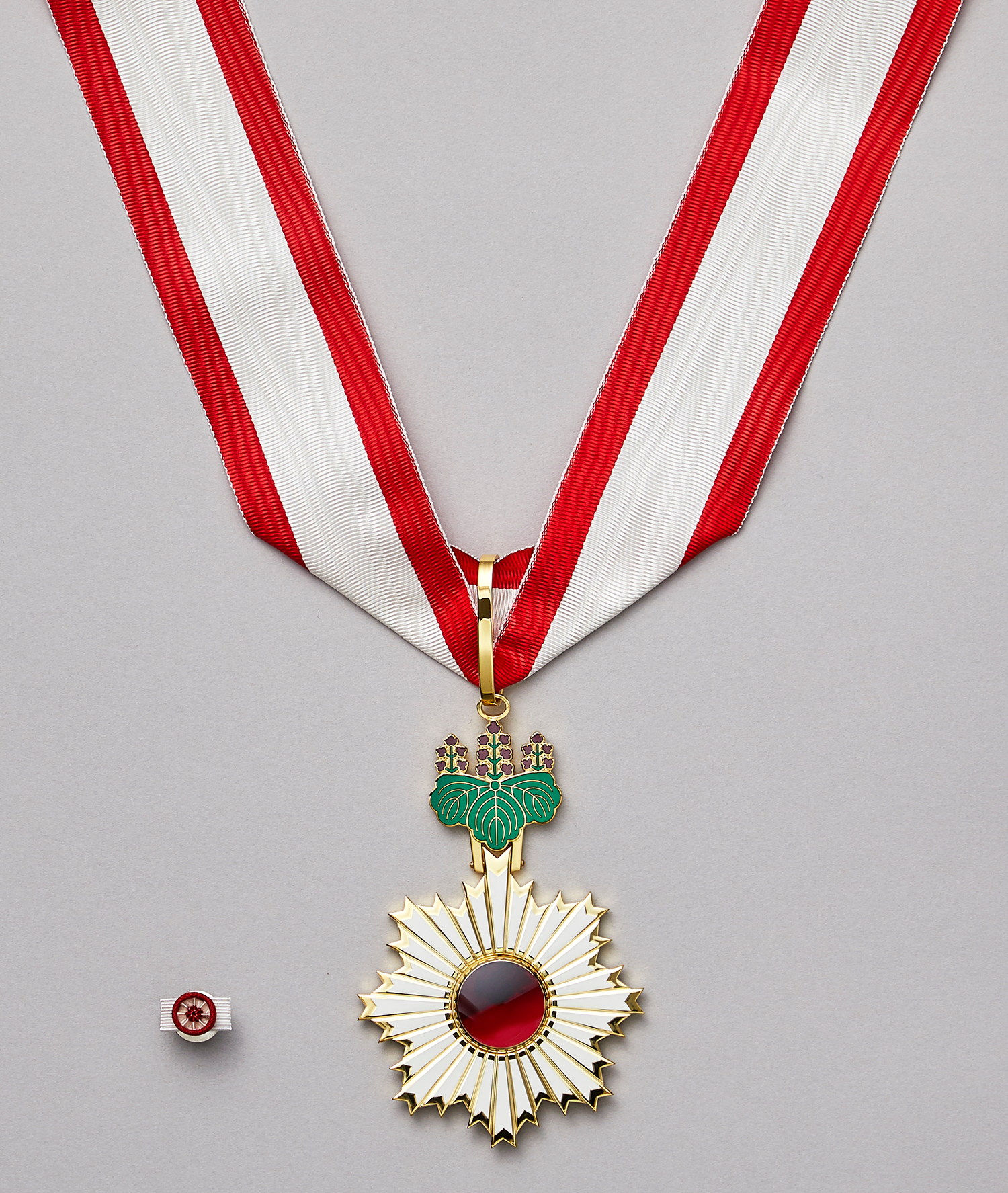
旭日中授章

- 旭日中綬章
- 正五位